# Lilshiknom
Lilshiknom, jedna od nekoliko lokalnih skupina Yuki Indijanaca koji su živjeli na zapadnoj obali Eel Rivera u Kaliforniji. Spoimnje ih Alfred Louis Kroeber. Uz Ta'no'm Indijance jedini su Yukian govornici koji su prakticirali ceremoniju-opsdijijana, vjerojatno posuđenu od plemean Wailaki ili Kenesti.